# Bondenau

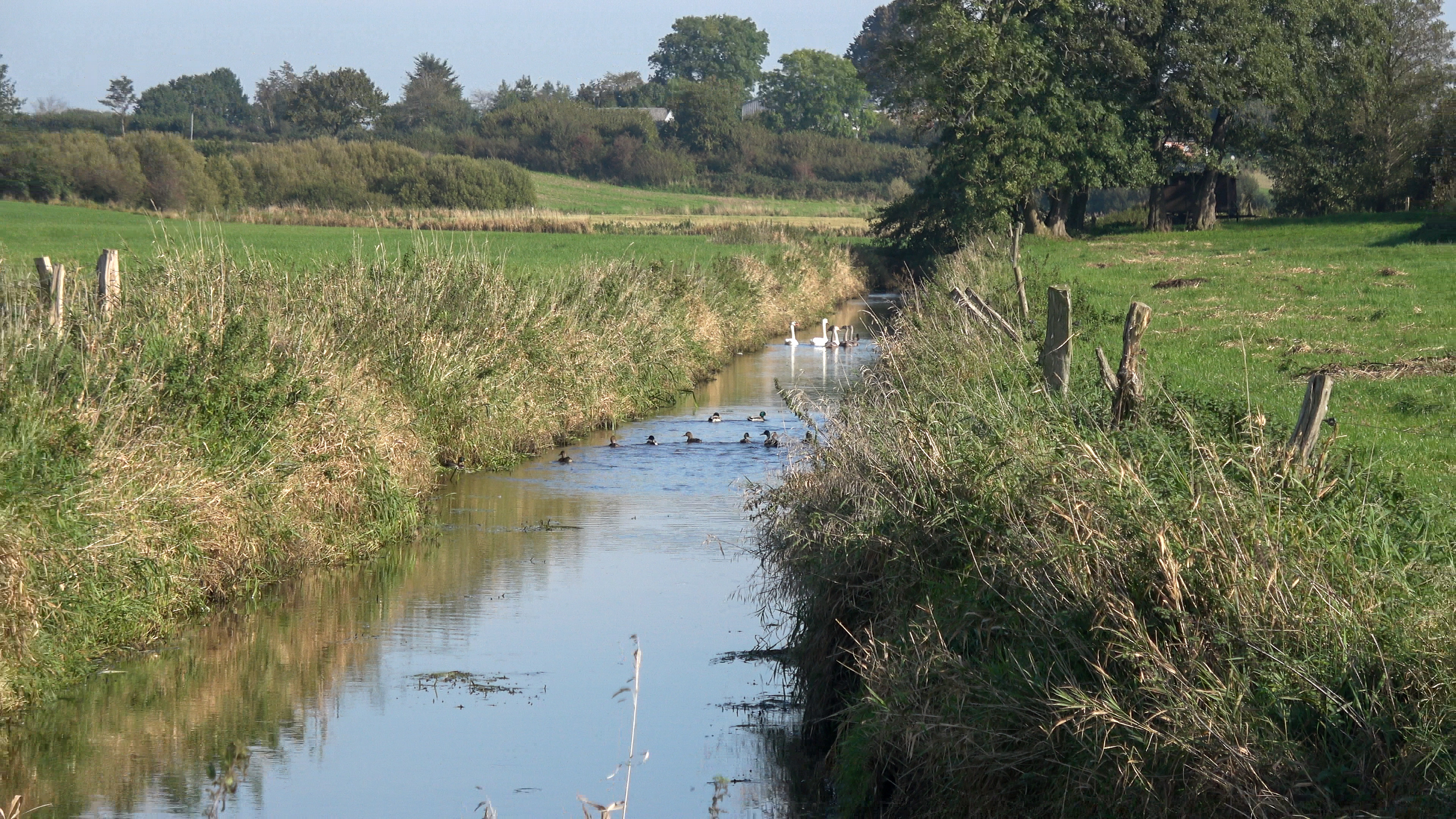
Bondenau vor der Mündung der Kielstau

Die Bondenau (dänisch: Bondeå) ist eine Au im Kreis Schleswig-Flensburg im nördlichen Schleswig-Holstein (Südschleswig). Die Bondenau ist mit einer Fließstrecke von 20 km die längste Au der Landschaft Angeln und neben der Kielstau (auch Kielsau) einer der beiden Quellflüsse der Treene.
Sie bildet zum Teil die Grenzläufe der Kirchspiele (sogne) Böel, Sörup, Satrup und Großsolt und war bis 1974 zudem Kreisgrenze zwischen den Kreisen (und früheren Ämtern) Flensburg-Land (Amt Flensburg) und Schleswig (Amt Gottorf). Die Quellen der Bondenau befinden sich nahe Sörupholz (Sottelsgab) und bei Mohrkirch. Bei Bondebrück werden die abfließenden Wasser des Südensees (→Südensee Au) aufgenommen. Bei Aussackerbrück berührt die Au einen besonderen historischen Grenzpunkt, an dem sich die Uggel-, Husby-, Nie- und Satrupharde (als frühere dän. Verwaltungseinheiten) treffen. Zuflüsse sind u. a. die Mühlenholzer Au, die Rüder Au, der Südensee mit der Elkierau und dem Gammelbyer Moorgraben, die Rüdebek und die Nackholzer Au. Die Bondenau mündet nach etwa 20 km in den Treßsee, von dort aus setzt sich der Fluss als Treene fort. Etwa 600 m vor dem Treßsee nimmt die Bondenau infolge einer Verlegung des Mündungslaufes 1964 die Kielsau auf.
Der Gewässername ist erstmals 1648 schriftlich dokumentiert worden. Er leitet sich von dän. bonde (altdän. bondæ, runendän. bondi) für Bauern ein, hier im Sinne freier Bauer. Evtl. geht der Name auch auf bonde-(bro)-å bzw. Bonden-(brück)-au zurück. Die teilweise dokumentierten Formen mit Wurzelvokal u sind eine Folge der geschlossenen Aussprache des o im Südjütländischen/Angeldänischen. Am Lauf der Au befanden sich früher Wassermühlen, so in Eslingwatt und in Mühlenbrück bei Großsolt.